# 152 (getal)
152 (honderdtweeënvijftig) is het natuurlijke getal volgend op 151 en voorafgaand aan 153.

## In de wiskunde
152 is:
- een even getal.
- de som van de twee opeenvolgende priemgetallen: 73 + 79;
- een samenstelling van de priemfactoren 2 en 19.

## Overig
- Het jaar 152 in de christelijke jaartelling.
- De Boeing 747-100 heeft een maximumcapaciteit van 152 passagiers.
- Psalm 152 is een psalm in sommige vroege versies van het Bijbelboek Psalmen.